# Conjunt de cases de la Muntanyeta (Matadepera)
El conjunt de cases de la Muntanyeta és un conjunt de sis edificis de Matadepera (Vallès Occidental) protegits com a Bé Cultural d'Interès Local.

## Descripció
Promoció unitària de sis edificis residencials. Cada un correspon a un habitatge unifamiliar aïllat, amb planta, pis i semisoterrani. A l'entrada de cada parcel·la hi ha el garatge, semisoterrat en el terreny i amb una terrassa a la coberta. L'edifici és un prisma fet amb bloc de formigó i amb coberta plana. Les façanes són completament planes i amb grans finestres. L'interior s'organitza al voltant de l'escala on s'obren els espais que es comuniquen visualment.

## Història
Aquesta promoció de sis habitatges, amb projecte de l'any 1977 van néixer de la voluntat d'un grup d'amics de fer-se els seus propis habitatges sota uns determinats criteris. En primer lloc hi havia una voluntat experimental, en el llenguatge i en la tipologia de l'edifici. En segon lloc hi havia també una voluntat de no alterar l'entorn. A l'espai lliure que rodeja els edificis s'hi van deixar els pins i es va tractar com si fos un tros de bosc. L'arquitecte autor del projecte n'era un dels propietaris.